# Norbert Trieloff
Norbert Trieloff (n. 24 august 1957, Rostock, RDG) este un fotbalist german, medaliat olimpic. A participat la o ediție a Jocurilor Olimpice (1980) în care a câștigat o medalie de argint.

## Participări
Lista de mai jos prezintă principalele competiții la care a participat Norbert Trieloff de-a lungul carierei.
- Futbol na letnih Olimpiiskih igrah 1980[*]